# Tequila el Jimador
Tequila el Jimador ist eine Marke für Tequila und wurde traditionell von der Grupo Industrial Herradura, S.A. de C.V. hergestellt, die 2006 in die US-amerikanische Brown-Forman-Corporation übergegangen ist.
Mit seinem Namen bezieht sich der Tequila, der in den zwei Sorten Blanco und Reposado produziert wird, auf die Jimadoren, die an der Agavenernte beteiligt sind. Der Jimador schneidet die Blätter ab und löst das bis zu 80 kg schwere Agavenherz heraus, das als einziger Bestandteil der Pflanze für die Herstellung des Tequila benötigt wird.
Der Tequila el Jimador gehört zu den am meisten verkauften Marken Mexikos und seine Reposado-Version soll die seit 1994 bestverkaufte Marke des Landes überhaupt sein.